# کاهش لوچه
کاهش لوچه(به انگلیسی: Luche reduction)، یک واکنشِ کاهشِ آلیِ انتخابی است که در آن یک کتون غیراشباع β،α به وسیله سدیم بوروهیدرید (NaBH۴) و لانتانید کلریدها، به‌طور عمده سریم(III) کلرید (CeCl۳)، و در حلالمتانول یا اتانول، به یک آلیل الکل تبدیل می‌شود.
تشکیل یک الکل آلیلیک از یک انون: